# Григорий (Феохарус)
Архиепи́скоп Григо́рий (греч. Αρχιεπίσκοπος Γρηγόριος, в миру Григо́риос Феоха́рус Хадзитофи́с, греч. Γρηγόριος Θεοχάρους Χατζηττοφής; 28 октября 1928, Марафовунос — 20 ноября 2019, Лондон) — епископ Константинопольской православной церкви, бывший архиепископ Фиатирский и Великобританский (1988—2019).

## Биография
Родился 28 октября 1928 (по паспорту — 2 января 1929 года) в Марафовунос на Кипре (ныне под контролем Турецкой Республики Северного Кипра) и был младшим из девяти детей строителя Феохариса и его жены Марии Хадзитофи.
В возрасте трёх лет он остался сиротой в результате смерти отца. После завершения начального образования в сельской школе одиннадцатилетний Григорий стал учеником сапожника в мастерской своего шурина, где он работал в течение следующих восьми лет.
В возрасте двадцати лет он решил поступить в среднюю школу, для чего он поступил в 1949 году в среднюю коммерческую школу города Лефконико, где в то время было только пять классов. Он был принят во второй класс.
В 1951 году он перешёл в Панкипрскую гимназию в Никосии.
В том же году пострижен в рясофор в монастыре Ставровуни.
24 июня 1953 года в Церкви Святого Саввы в Никосии архиепископом Кипрским Макарием III рукоположён в сан иеродиакона.
Окончив гимназию в 1954 году, поступил на богословский факультет Афинского университета, который окончил в феврале 1959 года.
19 апреля 1959 года архиепископом Афинагором (Кавадасом) рукоположён в сан иеромонаха, после чего служил настоятелем Церкви всех святых в Лондоне.
В 1964 году назначен протосикеллом Фиатирской архиепископии.
В 1969—1970 годы обучался в Кембриджском университете.
12 декабря 1970 года в соборе Святой Софии рукоположен в сан епископа Тропейского, викария Фиатирской архиепископии и взял на себя управление греческой православной общиной святого Варнавы в Северном Лондоне.
16 апреля 1988 года решением Священного Синода Константинопольского Патриархата единогласно избран архиепископом Фиатирским и Великобританским. Интронизация состоялась в соборе Святой Софии в Западном Лондоне.
В 1999 году присвоено звание доктора honoris causa Лондонского университета.
Скончался 20 ноября 2019 года в Лондоне после продолжительной болезни.